# Матеус Биду
Матеус Лима Белтран Биду (порт.-браз. Matheus Lima Beltrão Oliveira; род. 4 мая 1999, Сан-Паулу), или же просто Матеус Биду (порт.-браз. Matheus Bidu) — бразильский футболист, защитник клуба «Коринтианс».

## Клубная карьера
Биду — воспитанник клубов «Атлетико Леменше», «Португеза Деспортос» и «Гуарани». 21 сентября 2019 года в матче против «Параны» он дебютировал в бразильской Серии B в составе последних. 26 сентября 2020 года в поединке против «Фигейренсе» Матеус забил свой первый гол за «Гуарани». В 2022 году Биду на правах аренды перешёл в «Крузейро». 3 февраля в матче Лиги Минейро против «Америки Минейро» он дебютировал за новую команду. 18 февраля в поединке против «Уберландии» Матеус забил свой первый гол за «Крузейро».
В начале 2023 года Биду перешёл в Коринтианс. 18 января в поединке Лиги Паулиста против «Агуа Санта» Матеус дебютировал за основной состав. 16 апреля в матче против «Крузейро» он дебютировал в бразильской Серии А.